# 法政大学清国留学生法政速成科
法政大学清国留学生法政速成科（ほうせいだいがくしんこくりゅうがくせいほうせいそくせいか）は、1904年（明治37年）から1908年（明治41年）まで法政大学に設置された清国留学生のための速成科。修業年限は1年（のち1年半に延長）。

## 概要

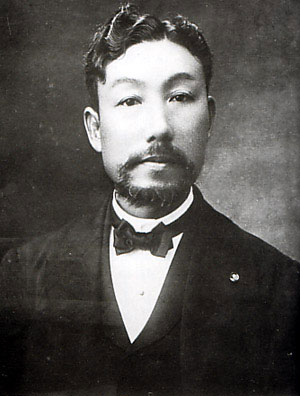
梅謙次郎 / 和仏法律学校学監（のち校長）、専門学校令による法政大学への改編に際し初代総理

1904年（明治37年）、法政大学総理であった梅謙次郎が、留学生の范源濂、曹汝霖の懇請を受け、清国公使楊枢の賛同を得て開設する。入学者数は1期生に94名、2期生に273名、3期生に518名、4期生に388名、5期生に844名の計2117名、卒業者数は計986名。
法政速成科では法律、政治学のほか西洋史、政治地理学も漢文で教えており、留学生は日本での学びを通して西洋文化をも吸収することができた。また、汪兆銘や鄭鉞などのように速成科を修了後、専門部に進学する者もいた。
わずか4年の開設期間であったが、この法政速成科で学んだ中から、辛亥革命やその後の近現代中国で重要な役割を担う人物が多く輩出された。

## 主な出身者
| - 宋教仁 - 陳天華 - 胡漢民 - 汪兆銘 - 沈鈞儒 - 章士釗 - 恩華 - 許同莘 - 郭宗熙 - 李槃 | - 張知本 - 陳中孚 - 陳叔通 - 饒漢祥 - 朱執信 - 湯化竜 - 古応芬 - 曹汝霖 - 王揖唐 - 居正 | - 王用賓 - 丁仏言 - 鄭謙 - 王九齢 - 李文範 - 張一鵬 - 楊度 - 崔廷献 - 鄭鉞 - 劉蕃 |

## 参考
- 『法政大学百年史』（法政大学、1980）
- 法政大学 - 清国留学生法政速成科

## 関連リンク
- 法政速成科 - 中国法学网